# Harold Martín López
López  Granizo est un nom espagnol. Le premier nom de famille, en général paternel, est López ; le second, en général maternel, souvent omis, est Granizo.
Harold Martín López Granizo, né le 3 décembre 2000 à Ibarra, est un coureur cycliste équatorien.

## Biographie
En 2019, après être passé dans la catégorie des espoirs (moins de 23 as), Harold Martín López court d'abord pendant trois ans pour deux équipes continentales UCI équatoriennes, avec lesquelles il participe principalement à des courses dans les Amériques. Il remporte un total de trois succès d'étape sur le Tour du Guatemala et le Tour du Costa Rica. Il se classe troisième au classement général du Tour de l'Équateur en 2020. En 2021, il devient Champion d'Équateur du contre-la-montre espoirs et vice-champion sur la course en ligne espoirs.
Grâce à ses succès, il rejoint l'équipe de développement de l'équipe World Tour Astana Qazaqstan en 2022. Il se classe notamment à la deuxième place d'une étape de l'Istrian Spring Trophy 2022 et à la neuvième place du Tour de Burgos 2023, dans lequel il court avec la formation World Tour. Il rejoint officiellementAstana Qazaqstan pour la saison 2024, avec qui, il prend la cinquième place du Tour de Turquie.

## Palmarès sur route
- 2019
  - 8e étape du Tour du Costa Rica
- 2020
  - 6e et 8e étapes du Tour du Guatemala
  - 3e du Tour de l'Équateur
- 2021
  -  Champion d'Équateur du contre-la-montre espoirs
  -  Médaillé d'argent de la course en ligne des Jeux panaméricains de la jeunesse
  - 2e du championnat d'Équateur sur route espoirs
- 2025
  - Classement général du Tour de Grèce
  - 6e étape du Tour de Turquie
  - Tour de Hongrie : 
    - Classement général
    - 3e étape

  - 2e du Tour de Turquie
  - 3e du Tour du lac Qinghai

## Résultats sur les grands tours

### Tour d'Espagne
1 participation
- 2024 : non-partant (10e étape)

## Classements mondiaux
| Année                                 | 2019  | 2020  | 2021 | 2022  | 2023 | 2024 |
| ------------------------------------- | ----- | ----- | ---- | ----- | ---- | ---- |
| Classement mondial                    | 2038e | 1011e | 540e | 1066e | 769e | 426e |
| UCI America Tour                      | 311e  | 79e   | 56e  | 124e  | nc   | nc   |
|                                       |       |       |      |       |      |      |
| Légende : nc = non classéSource : UCI |       |       |      |       |      |      |